# Bürgerliche Arbeitsgemeinschaft
Die Bürgerliche Arbeitsgemeinschaft war eine politische Vereinigung in der Freien Stadt Danzig in den 1920er und 1930er Jahren.

## Geschichte
Die Bürgerliche Arbeitsgemeinschaft wurde etwa 1927 gegründet. Ihr gehörten einige Mitglieder der Deutschdemokratischen Partei/Deutschliberalen Partei und weitere Personen an. Sie erhielt offenbar nicht den Status einer Partei. Die Bürgerliche Arbeitsgemeinschaft nahm an den Wahlen zum Danziger Volkstag 1927 und 1930 teil.
Danach löste sie sich auf.

## Persönlichkeiten
Die Bürgerliche Arbeitsgemeinschaft erhielt 1927 3 Sitze und 1930 2 Sitze im Volkstag. Sie stellte keine Senatoren.
- Arno Jahr, Fraktionsführer, Abgeordneter 1928–1933
- Gerhard Friedrich, Abgeordneter 1928–1933, vorher Deutschdemokratische Partei
- Otto Hennke, Abgeordneter 1928–1930, vorher Deutschdemokratische Partei
- Emil Förster, vorher Deutschdemokratische Partei